# Сер-ан-Лаведан
Сер-ан-Лаведа́н (фр. Sère-en-Lavedan, окс. Cèra) — коммуна во Франции, находится в регионе Юг — Пиренеи. Департамент — Верхние Пиренеи. Входит в состав кантона Аржелес-Газост. Округ коммуны — Аржелес-Газост.
Код INSEE коммуны — 65420.

## География

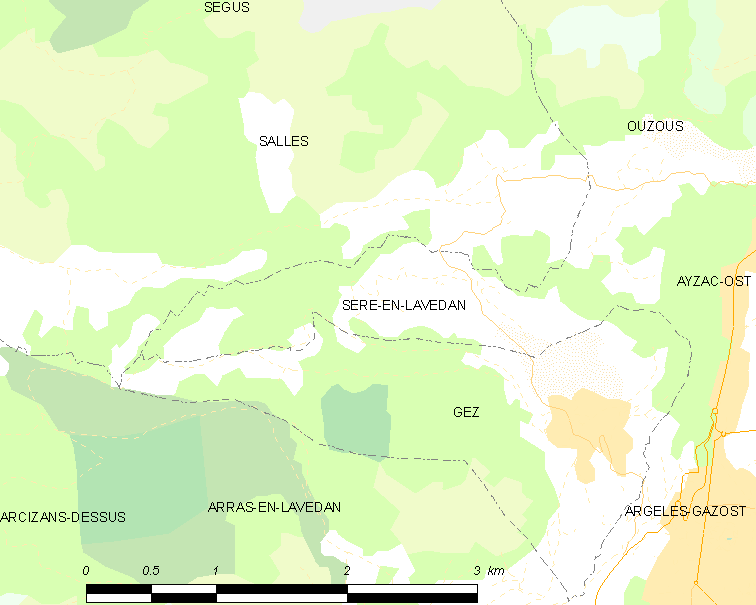
Карта коммуны

Коммуна расположена приблизительно в 680 км к югу от Парижа, в 145 км юго-западнее Тулузы, в 28 км к юго-западу от Тарба.
По территории коммуны протекают реки Бергонс и Байет (фр. Bayet).

## Климат
Климат умеренно-океанический с солнечной тёплой погодой и обильными осадками на протяжении практически всего года.

## Население
Население коммуны на 2011 год составляло 73 человека.
| 1962 | 1968 | 1975 | 1982 | 1990 | 1999 | 2011 |
| ---- | ---- | ---- | ---- | ---- | ---- | ---- |
| 66   | 63   | 58   | 56   | 56   | 75   | 73   |

## Администрация
| Период | Период | Фамилия       | Партия                   | Примечания |
| ------ | ------ | ------------- | ------------------------ | ---------- |
| 2001   | 2008   | Луис Агийон   | Радикальная левая партия |            |
| 2008   | 2020   | Жоэль Педариб |                          |            |

## Экономика
В 2010 году среди 45 человек трудоспособного возраста (15-64 лет) 30 были экономически активными, 15 — неактивными (показатель активности — 66,7 %, в 1999 году было 72,5 %). Из 30 активных жителей работали 26 человек (17 мужчин и 9 женщин), безработных было 4 (1 мужчина и 3 женщины). Среди 15 неактивных 7 человек были учениками или студентами, 6 — пенсионерами, 2 были неактивными по другим причинам.

## Достопримечательности
- Церковь Св. Власия